# Cities for Children
Cities for Children ist der Name eines im Jahr 2007 von mehr als fünfzig europäischen Städten gegründeten Netzwerkes. Das gemeinsame kommunalpolitische Ziel ist die Kinderfreundlichkeit, also die Verbesserung der Lebensbedingungen von Kindern, Jugendlichen und deren Eltern und damit den Familien in den Gemeinden. Hierfür werden zusätzlich zu den jährlich organisierten Konferenzen für Meinungs- und Erfahrungsaustausch in verschiedenen Arbeitsgruppen gemeinsam Konzepte und Projekte entwickelt. So wurde beispielsweise auch das Konzept für das Netzwerk Cities for Children von allen Mitgliedern gemeinsam entworfen.
Das Netzwerk wird durch die Stadt Stuttgart koordiniert und durch den Kongress der Gemeinden und Regionen des Europarates (KGRE), den Rat der Gemeinden und Regionen Europas (CEMR), dem Kinderhilfswerk der Vereinten Nationen UNICEF sowie durch die Robert Bosch Stiftung gefördert.

## Geschichte und Beschreibung
2007 fand in Stuttgart die Veranstaltung European City Network Cities for Children Founding Forum statt, gefolgt von der gleichnamigen Konferenz im Jahr 2008.
Am Anfang der Netzwerkarbeit leiteten Beauftragte der Stadt Hamm die Arbeitsgruppe Bildung: Die Kommunalverwaltung von Hamm plante, gestaltete und leitete in ihrer Stadt zudem den ersten internationalen Bildungsworkshop im Kontext zu Cities for Children.
Seit 2009 wird die Auszeichnung European Award of Excellence City for Children für kinderfreundliche Projekte in europäischen Großstädten mit mehr als 100.000 Einwohnern verliehen.
Neben den jährlichen Konferenzen treffen sich die Mitglieder des Netzwerkes regelmäßig in sieben thematischen Arbeitsgruppen zu den Oberthemen Bildung, Wohnrum und Umfeld, Gesundheit, Arbeit und Familie, Generationen, Jugendpartizipation, Verkehr und Sicherheit.